# ميغيل أورتيز كانافاتي
ميغيل أورتيز كانافاتي (بالإسبانية: Miguel Ortiz-Cañavate)‏ (مواليد 19 فبراير 1991) هو سبّاح إسباني، مثّل بلاده في الألعاب الأولمبية الصيفية 2016.

## روابط خارجية
ميغيل أورتيز كانافاتي على موقع SwimRankings.net (الإنجليزية)
- ميغيل أورتيز كانافاتي على موقع أوليمبيديا (الإنجليزية)